# Grand Prix Formule 1 van Zuid-Afrika 1978
De Grand Prix Formule 1 van Zuid-Afrika 1978 werd gehouden op 4 maart 1978 in Kyalami.

## Uitslag
| Positie | Nr | Rijder                | Team               | Ronden | Tijd/Opgave | Startplaats | Punten |
| ------- | -- | --------------------- | ------------------ | ------ | ----------- | ----------- | ------ |
| 1       | 6  | Ronnie Peterson       | Lotus-Ford         | 78     | 1:42:15.767 | 12          | 9      |
| 2       | 4  | Patrick Depailler     | Tyrrell-Ford       | 78     | +0,466 s    | 11          | 6      |
| 3       | 2  | John Watson           | Brabham-Alfa Romeo | 78     | +4,442 s    | 10          | 4      |
| 4       | 27 | Alan Jones            | Williams-Ford      | 78     | +30,986 s   | 18          | 3      |
| 5       | 26 | Jacques Laffite       | Ligier-Matra       | 78     | +1:09.218   | 13          | 2      |
| 6       | 3  | Didier Pironi         | Tyrrell-Ford       | 77     | +1 Ronde    | 14          | 1      |
| 7       | 5  | Mario Andretti        | Lotus-Ford         | 77     | +1 Ronde    | 2           |        |
| 8       | 10 | Jean-Pierre Jarier    | ATS-Ford           | 77     | +1 Ronde    | 17          |        |
| 9       | 36 | Rolf Stommelen        | Arrows-Ford        | 77     | +1 Ronde    | 22          |        |
| 10      | 25 | Héctor Rebaque        | Lotus-Ford         | 77     | +1 Ronde    | 21          |        |
| 11      | 30 | Brett Lunger          | McLaren-Ford       | 76     | +2 Rondes   | 20          |        |
| 12      | 19 | Vittorio Brambilla    | Surtees-Ford       | 76     | +2 Rondes   | 19          |        |
| NF      | 35 | Riccardo Patrese      | Arrows-Ford        | 63     | Motor       | 7           |        |
| NF      | 20 | Jody Scheckter        | Wolf-Ford          | 59     | Spin        | 5           |        |
| NF      | 8  | Patrick Tambay        | McLaren-Ford       | 56     | Ongeluk     | 4           |        |
| NF      | 12 | Gilles Villeneuve     | Ferrari            | 55     | Olielek     | 8           |        |
| NF      | 11 | Carlos Reutemann      | Ferrari            | 55     | Spin        | 9           |        |
| NF      | 1  | Niki Lauda            | Brabham-Alfa Romeo | 52     | Motor       | 1           |        |
| NF      | 18 | Rupert Keegan         | Surtees-Ford       | 52     | Motor       | 23          |        |
| NF      | 9  | Jochen Mass           | ATS-Ford           | 43     | Motor       | 15          |        |
| NF      | 37 | Arturo Merzario       | Merzario-Ford      | 39     | Ophanging   | 26          |        |
| NF      | 15 | Jean-Pierre Jabouille | Renault            | 38     | Motor       | 6           |        |
| NF      | 32 | Keke Rosberg          | Theodore-Ford      | 15     | Koppeling   | 24          |        |
| NF      | 14 | Emerson Fittipaldi    | Fittipaldi-Ford    | 9      | Transmissie | 16          |        |
| NF      | 24 | Eddie Cheever         | Hesketh-Ford       | 8      | Olielek     | 25          |        |
| NF      | 7  | James Hunt            | McLaren-Ford       | 5      | Motor       | 3           |        |
| NQ      | 31 | René Arnoux           | Martini-Ford       |        |             |             |        |
| NQ      | 17 | Clay Regazzoni        | Shadow-Ford        |        |             |             |        |
| NQ      | 23 | Lamberto Leoni        | Ensign-Ford        |        |             |             |        |
| NQ      | 16 | Hans-Joachim Stuck    | Shadow-Ford        |        |             |             |        |

## Statistieken
| Pole-position | Niki Lauda     | Brabham-Alfa Romeo | 1:14.65 |
| Snelste ronde | Mario Andretti | Lotus-Ford         | 1:17.09 |

## Noot
- Dit was het debuut van de Franse coureur (en toekomstig Grand Prix-winnaar) René Arnoux en de Finse coureur (en toekomstig wereldkampioen) Keke Rosberg .
- Eerste rondes als raceleider voor Riccardo Patrese.
- Vijfde podiumplaats voor John Watson.
- Dit was de driehonderdste officiële Formule 1-race die meetelde voor het wereldkampioenschap. In die driehonderd Grands Prix waren er een aantal records gevestigd:
  - Graham Hill was de meest ervaren coureur met 176 races.
  - Jim Clark had 33 pole positions, 28 snelste rondes, 1.943 rondes als raceleider en 8 Grand Slams.
  - Jackie Stewart had 27 Grand Prix-winsten en 43 podiumplaatsen
  - Juan Manuel Fangio was recordhouder met vijf wereldtitels
  - Niki Lauda was in totaal 35 Grand Prix-weekeinden leider van het kampioenschap geweest en was tevens 24 opeenvolgende Grand Prix-weekeinden de leider van het klassement geweest.
  - Stirling Moss en Niki Lauda deelden het record van zes opeenvolgende pole positions.
  - Alberto Ascari had als enige het record in handen van zeven opeenvolgende snelste rondes en negen opeenvolgende Grand Prix-winsten. Ook deelde hij het record met Jim Clark en Niki Lauda van negen opeenvolgende podiumplaatsen.
  - Britse coureurs hadden gezamenlijk alle records: 284 races gereden, 113 pole positions, 104 snelste rondes, leidden 7.757 rondes als raceleider, 252 podiumplaatsen, 112 Grand Prix-winsten, 14 Grand Slams en 10 wereldtitels.

1960 · 1960 II · 1961 · 1962 · 1963 · 1965 · 1966 · 1967 · 1968 · 1969 · 1970 · 1971 · 1972 · 1973 · 1974 · 1975 · 1976 · 1977 · 1978 · 1979 · 1980 · 1981 · 1982 · 1983 · 1984 · 1985 · 1992 · 1993